# Billy Garrett (cestista)
Billy Garrett jr. (Chicago, 16 ottobre 1994) è un cestista statunitense.

## Biografia
È il nipote di Bill Garrett, primo cestista afroamericano della storia della Big Ten Conference.

## Palmarès
- Campione NBA D-League (2021)